# Musa M. Jammeh
Musa M. Jammeh (* 20. Jahrhundert) ist ein gambischer Offizier, ehemaliger Fußballspieler, Fußballtrainer und Fußballfunktionär.

## Leben

### Bildung
Jammeh besuchte die Nasir Ahmadiyaa High School in Basse, bevor er die Nusrat High School besuchte, wo er die Oberstufe abschloss. Anschließend absolvierte er Hochschulstudium am Management Development Institute (MDI) und schloss sein Studium mit einem Bachelor-Abschluss in Rechnungswesen (Magna Cum Lude) an der Universität von Gambia (UTG) ab.

### Fußballkarriere
Über die Fußballkarriere von Jammeh als Mittelfeldspieler ist nur unvollständig belegt. In der Saison 1993/94 und 1994/95 spielte er im Verein Gambia Ports Authority. Er war auch in dieser Zeit mit mindestens an zwei Länderspiele mit der Gambische Fußballnationalmannschaft während der Qualifikation zum Afrika-Cup 1996 im Einsatz. Auch im Kader von Wallidan und Saraba FC stand Jammeh, er war Kapitän der Mannschaften. Mit der Armed Forces FC wurde er auch Meister. In seiner besten Zeit als Spieler trug er den Spitznamen „Falcons“.
Um 2014 trainiert Jammeh den Armed Forces FC, der in der obersten Liga, der GFF Division One League spielt.
Jammeh ist Vorstandsmitglied des Armed Forces FC und Präsident des Falcons FC. Er finanzierte den Aufstieg des Vereins aus Serrekunda East Nawettan in die nationale 1. Liga.

### Militärische Karriere
Um 2014 diente Jammeh in der Gambia National Army (GNA) im Rang eines Majors. Um 2018 erreichte er den Rang eines Oberstleutnants (Lt. Colonel) und um 2024 (nach 2022) den Rang eines Oberst (Colonel). Jammeh ist der Finanzdirektor der gambischen Streitkräfte. Neben zahlreichen militärischen Auszeichnungen diente er auch in der GAMCOY 1-Mission in Darfur, Sudan.

### National Safety and Security Officer
Ende Januar 2014 wurde Jammeh vom gambischen Fußballverband, der Gambia Football Federation (GFF), zum Sicherheitschef bzw. zum Sicherheitsbeauftragten des GFF/FIFA (englisch GFF/FIFA Security Officer, auch englisch National Safety and Security Officer (NSSO)), nach der FIFA-Vorschrift, dass alle Nationalverbände Verbindungsbeamte für Sicherheitsfragen einsetzen müssen, ernannt. Zu seinen Aufgaben gehört die Verantwortung für Sicherheitsfragen zwischen der gambischen Regierung, dem gambischen Fußballverband (GFF) und damit auch der FIFA. Darüber hinaus berät er den GFF in allen internationalen und lokalen Sicherheitsfragen im Fußball. (Diese Funktion übt er im November 2024 noch aus) Er ist auch Executivmitglied des GFF.
Im Januar 2022 wurde Jammeh von der Afrikanischen Fußballkonföderation, der Confédération Africaine de Football (CAF), als einer von 25 Sicherheitsbeauftragten für den Afrika-Cup 2022 in Kamerun ausgewählt. Sein Einsatzort war Bafoussam im Westen Kameruns